# Diocesi di Cordova

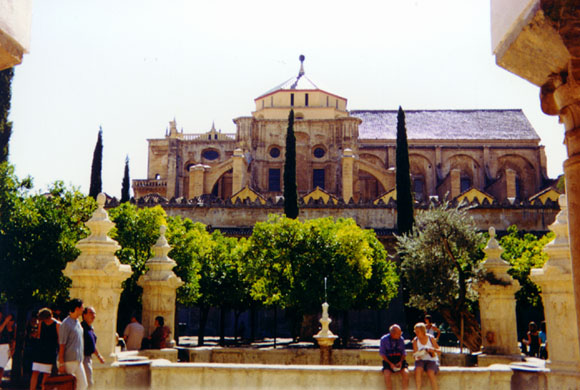
Patio de los Naranjos, all'interno della Cattedrale di Cordova

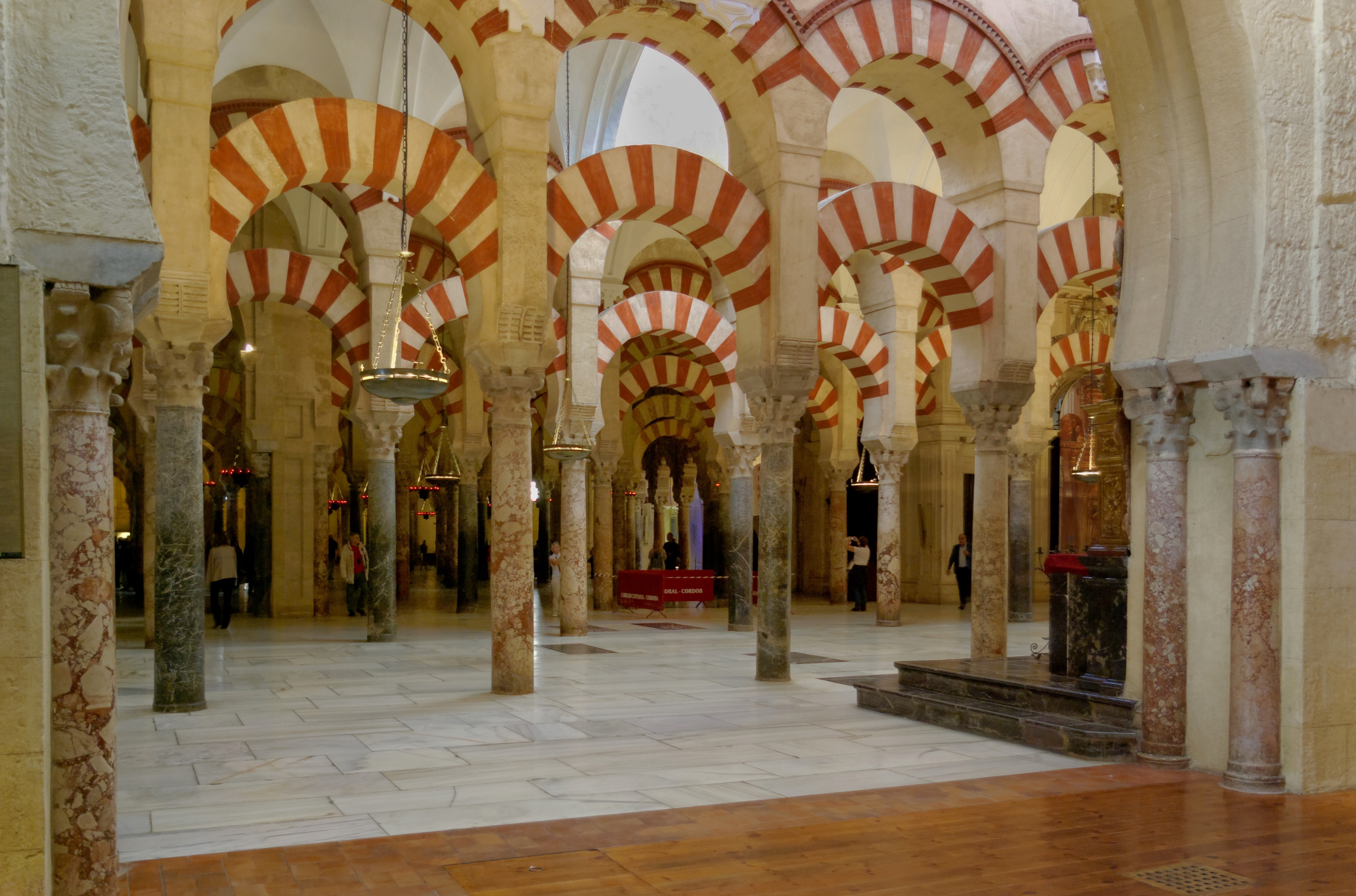
Interno della cattedrale di Cordova.

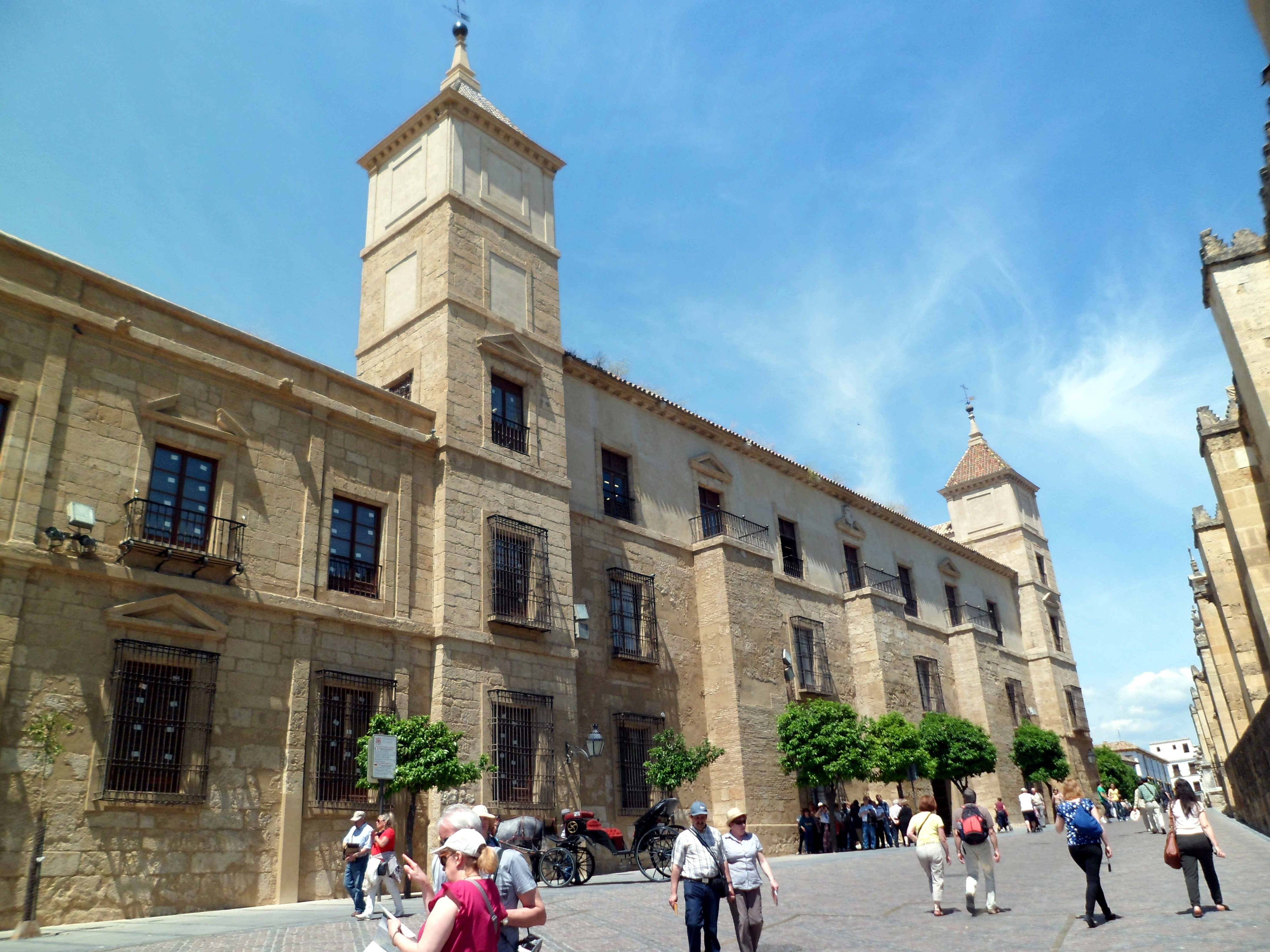
Palazzo episcopale di Cordova; attualmente ospita anche il museo diocesano delle Belle Arti.

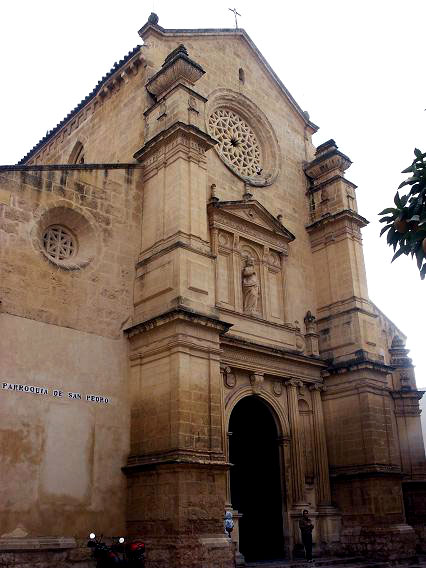
La basilica di San Pietro di Cordova del XIII secolo.

La diocesi di Cordova (in latino Dioecesis Cordubensis) è una sede della Chiesa cattolica in Spagna suffraganea dell'arcidiocesi di Siviglia. Nel 2023 contava 766.672 battezzati su 777.622 abitanti. È retta dal vescovo Jesús Fernández González.

## Territorio
La diocesi comprende la provincia di Cordova.
Sede vescovile è la città di Cordova, dove si trova la cattedrale dell'Immacolata Concezione di Maria Santissima.
Il territorio si estende su 13.717 km² ed è suddiviso in 231 parrocchie, raggruppate in 17 arcipresbiterati a loro volta raggruppati in 4 vicariati.

## Storia
L'evangelizzazione e la diffusione del cristianesimo a Cordova e nella sua regione è segnato dalla presenza di numerosi martiri, tra i quali si ricordano i santi Acisclo e Vittoria, ricordati nel martirologio romano al 17 novembre, i santi Fausto, Gennaro e Marziale, ricordati il 13 ottobre, e san Zoilo, celebrato il 27 giugno. Tutti questi santi subirono il martirio durante le persecuzioni dell'epoca di Diocleziano.
La diocesi di Cordova fu eretta presumibilmente nel III secolo, alla fine del quale si trovano i riscontri documentali del primo vescovo noto, sant'Osio, che lottò strenuamente contro l'arianesimo e partecipò al concilio di Nicea (325) e a quello di Sardica (343). Secondo alcuni il Credo niceno fu redatto dal vescovo di Cordova e almeno l'espressione homoúsios, consustanziale, gli si deve attribuire. Dopo Osio, sono noti i vescovi Higino, che lottò contro il priscillianesimo, ma che poi ne fu conquistato e per questo deposto dalla sua sede; e Gregorio che, secondo Strabone, fu elogiato dall'imperatore Teodosio I (379-395). Fin dalla sua fondazione, Cordova a sempre fatto parte della provincia ecclesiastica dell'arcidiocesi di Siviglia.
In epoca visigotica, la città episcopale si arricchì di numerosi edifici religiosi. Pérez fa un elenco di ben 65 chiese, documentate con le fonti dell'epoca, tra cui l'antica cattedrale dedicata a San Vincenzo.
Nel 711 Cordova viene sottomessa alla dominazione araba. Entro il 785 non rimase nessuna chiesa cristiana nel centro della città e gli edifici di culto cristiano furono confinati ai margini dell'abitato. La successione episcopale sembra tuttavia che sia mantenuta con continuità almeno fino al X secolo, attestata da una cronaca araba della seconda metà dell'XI secolo. Tuttavia, a Cordova si assistette nel IX secolo ai primi martiri della persecuzione islamica anticristiana: Adolfo, Giovanni, Leocricia, Sancio ed Eulogio. Nell'891 furono martirizzati circa un migliaio di cristiani a Poley e nel secolo successivo si ricordano i martiri Dolce, Pelagio, Argentea e Vulfura.
Nel 1236 Cordova fu riconquistata dai cristiani; la diocesi fu ripristinata dopo tre secoli di sede vacante e contestualmente si ampliò accorpando il territorio dell'antica sede di Egabro e di parte di quelle di Astigi, di Italica e di Elvira. La grande moschea di Cordova, che sorgeva sul luogo dell'antica chiesa visigotica di San Vincenzo, fu trasformata per ospitare la nuova cattedrale diocesana; il capitolo dei canonici fu istituito nel 1238.
Nel corso del XIII secolo, la sede di Cordova fu contesa dai metropoliti di Toledo e di Siviglia, che alla fine ebbero la meglio.
Nel 1464 Pedro de Córdoba y Solier fu l'ultimo vescovo eletto dal capitolo.
Nel 1482 fu stabilita l'inquisizione diocesana, che fu molto attiva, con numerosi autodafé documentati fino alla prima metà del Settecento.
Nel 1583, in ottemperanza alle decisioni del concilio di Trento, fu istituito il seminario diocesano, dedicato a san Pelagio. Subito dopo furono eretti gli ospedali di san Giacinto, fondato dal beato Francisco de Posadas, e di Gesù Nazareno, fondato dal religioso Cristóbal de Santa Catalina. La presenza e l'attività di grandi figure di santi spagnoli, come quelle di Giovanni della Croce e di Francisco de Borja, diedero un grande impulso alla riforma tridentina nella diocesi cordubense.
A metà del XIX secolo le soppressioni dei beni degli ordini religiosi e le desamortizaciones colpirono la diocesi, privandola dei mezzi finanziari. Tuttavia il vescovo Joaquín Tarancón y Morón reagì con una linea morbida, mirante alla conciliazione nei rapporti tra Chiesa e Stato.
A seguito del Concordato del 1851 furono aggregati alla diocesi due arcipresbiterati e alcune parrocchie.
Durante il periodo della Seconda repubblica e della Guerra civile furono martirizzati 82 sacerdoti diocesani, mentre altri due morirono in carcere. Inoltre, furono martirizzati un suddiacono, quattro seminaristi, 19 religiosi, la beata Victoria Díez e molti laici appartenenti all'Azione cattolica o al gruppo dell'Adorazione notturna. Lo stesso vescovo Adolfo Pérez Muñoz fu condannato a morte e incarcerato, ma riuscì ad evadere.
Nel 1958, facendo seguito al concordato del 1953 che stabiliva di far coincidere i limiti delle diocesi con quelli delle province civili, la diocesi di Cordova cedette l'arcipresbiterato di Castuera alla diocesi di Badajoz e la parrocchia di Villanueva de Tapia alla diocesi di Malaga; contestualmente acquisì le parrocchie di Fuente Palmera e di Puente Genil dall'arcidiocesi di Siviglia.
La ricostruzione della diocesi dopo la guerra civile si concentrò nella formazione del clero che era stato decimato, nella costruzione di nuove chiese e nella diffusione delle associazioni cattoliche.

## Cronotassi dei vescovi
Si omettono i periodi di sede vacante non superiori ai 2 anni o non storicamente accertati.
- Sant'Osio † (circa 295 - 27 agosto 357 deceduto)
- Higino † (358 - dopo il 387)
- Gregorio † (fine IV secolo)[4]
- Esteban I † (menzionato nel 504)
- Lampadio † (? - 549 deceduto)
- Agapio I † (prima del 589 - dopo il 590)
- Eleuterio † (menzionato nel 597)
- Agapio II † (menzionato nel 612)[5]
- Honorio † (menzionato nel 619)[6]
- Leudefredo † (prima del 633 - dopo il 646)[7]
- Fósforo † (menzionato nel 653)
- Mámulo † (prima del 683 - dopo il 688)
- Zaqueo † (menzionato nel 693)
- Félix † (menzionato prima del 764)
- Leone o Leoncio o Leovigildo † (menzionato dopo il 764)
- Recafredo † (prima dell'839 - circa 850 nominato arcivescovo di Siviglia)
- Saúl † (circa 850 - 862 deceduto)
- Valente † (862 - 864 deposto)
  - Esteban II † (864 - ?) (intruso)
- Anonimo † (menzionato nel 931)
- Juan † (menzionato nel 955 circa)
- Isá ibn Mansur † (menzionato nel 962)
- Juan II † (menzionato nel 988)
  - Sede vacante
- Lope de Fitero † (9 maggio 1237 - 10 giugno 1245 deceduto)
- Gutierre Ruiz de Olea † (23 marzo 1246 - 6 febbraio 1249 nominato arcivescovo di Toledo)
- Pedro Yáñez o Ibáñez † (1249 - 1251 nominato vescovo di Oviedo)
  - Lope Pérez † (prima del 13 febbraio 1252 - 1257 dimesso) (vescovo eletto)
- Fernando de Mesa † (7 dicembre 1257 - 16 novembre 1274 deceduto)
- Pascual † (1274 - 9 febbraio 1292 o 1293 deceduto)
- Gil Dominguez † (tra il 15 febbraio e l'11 maggio 1294 - prima del 19 novembre 1299 deceduto)
- Fernando Gutiérrez † (12 giugno 1300 - 11 aprile 1326 nominato vescovo di Cuenca)
- Gutierre Ruiz de Mesa † (11 aprile 1326 - 8 febbraio 1336 deceduto)
- Juan Pérez † (20 marzo 1336 - luglio 1346 deceduto)
- Fernando Núñez de Cabrera † (11 dicembre 1346 - 15 febbraio 1350 deceduto)
- Martín Jiménez Argote † (21 maggio 1350 - 14 dicembre 1362 deceduto)
- Andrés Pérez † (22 marzo 1363 - 14 settembre 1372 deceduto)
- Alfonso de Vargas † (11 novembre 1372 - 7 gennaio 1379 deceduto)
  - Garsias Menéndez (Menendo), O.F.M. † (1379 - 11 febbraio 1393 nominato vescovo di Bayonne) (obbedienza romana)
  - Juan Fernández Pantoja † (31 gennaio 1379 - aprile 1397 deceduto) (obbedienza avignonese)
- Fernando González Deza † (20 settembre 1398 - ottobre 1426 deceduto)
- Gonzalo Venegas † (10 luglio 1427 - dicembre 1439 deceduto)
- Sancho de Rojas † (6 aprile 1440 - 15 giugno 1454 deceduto)
- Gonzalo de Illescas, O.S.H. † (16 agosto 1454 - 22 ottobre 1464 deceduto)
- Pedro de Córdoba y Solier † (14 giugno 1465 - 31 agosto 1476 deceduto)
- Alfonso de Burgos, O.P. † (30 aprile 1477 - 8 luglio 1482 nominato vescovo di Cuenca)
- Tello de Buendía † (15 gennaio 1483 - circa dicembre 1483 deceduto)
- Luis de Velasco † (20 febbraio 1484 - fine del 1484 deceduto)
- Iñigo Manrique de Lara † (26 agosto 1485 - 1º marzo 1496 deceduto)
- Francisco Sánchez de la Fuente † (27 giugno 1496 - settembre 1498 deceduto)
- Juan Rodríguez de Fonseca † (6 settembre 1499 - 4 novembre 1504 nominato vescovo di Palencia)
- Juan Daza † (4 novembre 1504 - 21 maggio 1510 deceduto)
- Martín Fernández de Angulo Saavedra y Luna † (30 settembre 1510 - 21 giugno 1516 deceduto)
- Alfonso Manrique de Lara † (18 agosto 1516 - 31 agosto 1523 nominato arcivescovo di Siviglia)
- Juan Álvarez y Alva de Toledo, O.P. † (31 agosto 1523 - 11 aprile 1537 nominato vescovo di Burgos)
- Pedro Fernández Manrique † (11 aprile 1537 - 7 ottobre 1540 deceduto)
- Leopoldo d'Austria † (29 aprile 1541 - 27 settembre 1557 deceduto)
- Diego Álava Esquivel † (21 ottobre 1558 - 24 marzo 1562 deceduto)
- Cristóbal Rojas Sandoval † (27 maggio 1562 - 18 maggio 1571 nominato arcivescovo di Siviglia)
- Bernardo de Fresneda, O.F.M. † (16 novembre 1571 - 14 ottobre 1577 nominato arcivescovo di Saragozza)
- Martín de Córdoba Mendoza, O.P. † (13 giugno 1578 - 5 giugno 1581 deceduto)
- Antonio Rodríguez de Pazos y Figueroa † (19 marzo 1582 - 28 giugno 1586 deceduto)
- Francisco Pacheco de Córdoba † (14 gennaio 1587 - 2 ottobre 1590 deceduto)
- Fernando de la Vega Fonseca † (20 marzo 1591 - 3 settembre 1591 deceduto)
  - Sede vacante (1591-1594)
- Pedro Portocarrero † (12 gennaio 1594 - 28 maggio 1597 nominato vescovo di Cuenca)
- Francisco Reinoso Baeza † (11 giugno 1597 - 23 agosto 1601 deceduto)
- Pablo Laguna † (30 luglio 1603 - 30 luglio 1606 deceduto)
- Diego Mardones, O.P. † (7 febbraio 1607 - settembre 1624 deceduto)
- Cristóbal Lobera Torres † (19 febbraio 1625 - 2 dicembre 1630 nominato vescovo di Plasencia)
- Jerónimo Ruiz Camargo † (16 febbraio 1632 - 3 gennaio 1633 deceduto)
- Domingo Pimentel Zúñiga, O.P. † (18 luglio 1633 - 19 luglio 1649 nominato arcivescovo di Siviglia)
- Pedro Tapia, O.P. † (23 agosto 1649 - 23 settembre 1652 nominato arcivescovo di Siviglia)
- Juan Francisco Pacheco † (14 ottobre 1652 - 6 ottobre 1653 nominato vescovo di Cuenca)
- Antonio Valdés Herrera † (10 novembre 1653 - 13 aprile 1657 deceduto)
- Francisco Díaz Alarcón y Covarrubias † (24 settembre 1657  - 18 maggio 1675 deceduto)
- Alfonso de Salizanes y Medina, O.F.M.Cap. †  (18 novembre 1675 - 19 novembre 1685 deceduto)
- Pedro de Salazar Gutiérrez de Toledo, O. de M. † (16 settembre 1686 - 15 agosto 1706 deceduto)
- Juan Bonilla Vargas, O.SS.T. † (11 aprile 1707 - 1º gennaio 1712 deceduto)
  - Sede vacante (1712-1714)
- Francisco Solís Hervás, O. de M. † (17 gennaio 1714 - 14 ottobre 1716 deceduto)
- Marcelino Siuri Navarro † (1º ottobre 1717 - 28 gennaio 1731 deceduto)
- Tomás Ratto Ottonelli † (19 novembre 1731 - 17 febbraio 1738 deceduto)
- Pedro Salazar Góngora † (5 maggio 1738 - 21 febbraio 1742 deceduto)
- Miguel Vicente Cebrián Agustín † (24 settembre 1742 - 30 maggio 1752 deceduto)
- Francisco de Solís Folch de Cardona † (25 settembre 1752 - 17 novembre 1755 nominato arcivescovo di Siviglia)
- Martín Barcia Carrascal † (12 gennaio 1756 - 22 giugno 1771 deceduto)
- Francisco Garrido de la Vega † (30 marzo 1772 - 20 gennaio 1776 deceduto)
- Baltasar Yusta Navarro † (17 febbraio 1777 - dicembre 1787 deceduto)
- Antonio Caballero y Góngora † (15 settembre 1788 - 24 marzo 1796 deceduto)
- Agustín Ayestarán Landa † (27 giugno 1796 - 8 aprile 1804 deceduto)
- Pedro Antonio Trevilla † (26 giugno 1805 - 15 dicembre 1832 deceduto)
- Juan José Bonel y Orbe † (29 luglio 1833 - 4 ottobre 1847 nominato arcivescovo di Toledo)[8]
- Manuel Joaquín Tarancón y Morón † (4 ottobre 1847 - 3 agosto 1857 nominato arcivescovo di Siviglia)
- Juan Alfonso Albuquerque Berión † (25 settembre 1857 - 13 marzo 1874 deceduto)
- Zeferino González y Díaz Tuñón, O.P. † (5 luglio 1875 - 15 marzo 1883 nominato arcivescovo di Siviglia)
- Sebastián Herrero Espinosa de los Monteros † (15 marzo 1883 - 24 marzo 1898 nominato arcivescovo di Valencia)
- José Proceso Pozuelo y Herrero † (24 marzo 1898 - 23 marzo 1913 deceduto)
- Ramón Guillamet y Coma † (18 luglio 1913 - 22 aprile 1920 nominato vescovo di Barcellona)
- Adolfo Pérez y Muñoz † (11 luglio 1920 - 21 dicembre 1945 deceduto)
- Albino González y Menéndez Reigada, O.P. † (18 febbraio 1946 - 13 agosto 1958 deceduto)
- Manuel Fernández-Conde y García del Rebollar † (2 febbraio 1959 - 3 gennaio 1970 deceduto)
- José María Cirarda Lachiondo † (3 dicembre 1971 - 31 gennaio 1978 nominato arcivescovo di Pamplona e amministratore apostolico di Tudela)
- José Antonio Infantes Florido † (25 maggio 1978 - 15 marzo 1996 ritirato)
- Francisco Javier Martínez Fernández (15 marzo 1996 - 15 marzo 2003 nominato arcivescovo di Granada)
- Juan José Asenjo Pelegrina (28 luglio 2003 - 13 novembre 2008 nominato arcivescovo coadiutore di Siviglia)
- Demetrio Fernández González (18 febbraio 2010 - 27 marzo 2025 ritirato)
- Jesús Fernández González, dal 27 marzo 2025

## Istituti religiosi presenti in diocesi
Comunità maschili
- Cappuccini
- Carmelitani
- Carmelitani scalzi
- Claretiani
- Domenicani
- Fatebenefratelli
- Francescani
- Francescani della Croce Bianca

- Fratelli maristi
- Gesuiti
- Lasalliani
- Salesiani
- Scolopi
- Spiritani
- Trinitari

Comunità femminili
- Agostiniane recollette
- Ancelle del Divin Cuore
- Ancelle del Sacro Cuore di Gesù
- Ancelle del Santissimo Sacramento e dell'Immacolata
- Carmelitane
- Carmelitane scalze
- Clarisse
- Clarisse cappuccine
- Concezioniste francescane
- Congregazione della Presentazione della Vergine Maria
- Domenicane
- Figlie del Patrocinio di Maria
- Figlie di Cristo Re
- Filippesi figlie di Maria Addolorata
- Francescane missionarie della Madre del Divin Pastore
- Fraternità riparatrice nel Cuore di Cristo Sacerdote
- Missionarie crociate della Chiesa
- Missionarie del Padre Nostro
- Missionarie dell'Immacolata Concezione della Beata Vergine Maria
- Operaie del Cuore di Gesù
- Ordine della compagnia di Maria Nostra Signora
- Orsoline di Gesù
- Piccole suore degli anziani abbandonati
- Religiose concezioniste missionarie dell'insegnamento

- Religiose delle scuole pie
- Religiose di Maria Immacolata
- Religiose domenicane dell'Annunziata
- Religiose francescane del gregge di Maria
- Religiose trinitarie scalze
- Serve di Maria ministre degli infermi
- Società del Sacro Cuore di Gesù
- Società di Maria Riparatrice
- Sorelle della compagnia della Croce
- Suore adoratrici ancelle del Santissimo Sacramento e della carità
- Suore dell'Istituto catechista Dolores Sopeña
- Suore della carità di Nostra Signora della Mercede
- Suore della Sacra Famiglia di Villefranche
- Suore di Nostra Signora della compassione
- Suore di Nostra Signora della Consolazione
- Suore francescane dei Sacri Cuori
- Suore francescane missionarie della Natività di Nostra Signora
- Suore francescane missionarie di Maria
- Suore girolamine dell'adorazione
- Suore ospedaliere di Gesù Nazareno
- Suore salesiane del Sacro Cuore di Gesù
- Trappiste
- Visitandine

## Statistiche
La diocesi nel 2023 su una popolazione di 777.622 persone contava 766.672 battezzati, corrispondenti al 98,6% del totale.
| anno | popolazione | popolazione | popolazione | presbiteri | presbiteri | presbiteri | presbiteri                | diaconi | religiosi | religiosi | parrocchie |
| anno | battezzati  | totale      | %           | numero     | secolari   | regolari   | battezzati per presbitero | diaconi | uomini    | donne     | parrocchie |
| ---- | ----------- | ----------- | ----------- | ---------- | ---------- | ---------- | ------------------------- | ------- | --------- | --------- | ---------- |
| 1950 | 1.000.900   | 1.001.005   | 100,0       | 291        | 196        | 95         | 3.439                     |         | 197       | 1.285     | 128        |
| 1967 | 802.500     | 802.700     | 100,0       | 574        | 359        | 215        | 1.398                     |         | 399       | 984       | 204        |
| 1980 | 760.380     | 765.620     | 99,3        | 508        | 310        | 198        | 1.496                     |         | 337       | 1.023     | 227        |
| 1990 | 785.000     | 792.000     | 99,1        | 409        | 292        | 117        | 1.919                     |         | 160       | 887       | 229        |
| 1999 | 757.700     | 767.175     | 98,8        | 325        | 246        | 79         | 2.331                     |         | 126       | 737       | 234        |
| 2000 | 758.000     | 767.175     | 98,8        | 326        | 246        | 80         | 2.325                     |         | 121       | 734       | 239        |
| 2001 | 787.098     | 789.375     | 99,7        | 332        | 253        | 79         | 2.370                     |         | 129       | 1.152     | 239        |
| 2002 | 767.089     | 769.625     | 99,7        | 368        | 256        | 112        | 2.084                     |         | 160       | 1.100     | 240        |
| 2003 | 768.489     | 771.131     | 99,7        | 366        | 254        | 112        | 2.099                     |         | 160       | 1.089     | 230        |
| 2004 | 768.337     | 771.131     | 99,6        | 370        | 258        | 112        | 2.076                     |         | 154       | 1.089     | 232        |
| 2006 | 780.005     | 783.520     | 99,6        | 376        | 263        | 113        | 2.074                     |         | 181       | 1.006     | 230        |
| 2013 | 801.317     | 805.857     | 99,4        | 354        | 275        | 79         | 2.263                     |         | 122       | 778       | 230        |
| 2016 | 792.018     | 795.611     | 99,5        | 360        | 274        | 86         | 2.200                     | 2       | 136       | 680       | 231        |
| 2019 | 786.640     | 790.000     | 99,6        | 353        | 283        | 70         | 2.228                     | 2       | 117       | 658       | 231        |
| 2021 | 781.243     | 785.240     | 99,5        | 343        | 272        | 71         | 2.277                     | 3       | 118       | 646       | 231        |
| 2023 | 766.672     | 777.622     | 98,6        | 328        | 255        | 73         | 2.337                     | 4       | 119       | 710       | 231        |